# Spartak Mironovitch
 (décembre 2023).
Si vous disposez d'ouvrages ou d'articles de référence ou si vous connaissez des sites web de qualité traitant du thème abordé ici, merci de compléter l'article en donnant les références utiles à sa vérifiabilité et en les liant à la section « Notes et références ».
 (décembre 2023).
Spartak Petrovitch Mironovitch (en biélorusse : Спартак Пятровіч Мірановіч, en russe : Спартак Петрович Миронович), né le 20 juin 1938 à Magnitogorsk (URSS, aujourd'hui Russie), est un entraîneur soviétique puis biélorusse de handball.
En 1990, il succède à Anatoli Evtouchenko à la tête de la sélection nationale soviétique, qu'il conduit au titre olympique en 1992 (en tant qu'équipe unifiée). Auparavant, il a encadré pendant 20 ans avec succès l'équipe nationale junior d'URSS, vainqueur du Championnat du monde junior (1977, 1979, 1983, 1985). Après la dislocation de l'URSS, il devient sélectionneur de la Biélorussie de 1992 à 1998 puis de 2001 à 2008.
Parallèlement, il a été l'entraîneur pendant 40 ans du club soviétique puis biélorusse du SKA Minsk, meilleur club européen de la fin des années 1990 avec notamment trois victoires en Coupe des clubs champions.

## Palmarès

### En club
Compétitions internationales
- Vainqueur de la Coupe des clubs champions (C1) (3) : 1987, 1989, 1990
- Vainqueur de la Coupe des vainqueurs de coupe (C2) (2) : 1983, 1988
- Vainqueur de la Coupe Challenge (C4) (1) : 2013
- Finaliste de la Coupe de l'IHF (C3) en 1992
- Finaliste de la Coupe d'or de l'IHF  en 1983

Compétitions nationales et trans-nationales
- Championnat d'URSS
  - Vainqueur (6) : 1981, 1984, 1985, 1986, 1988, 1989
  - Deuxième (5) : 1982, 1983, 1987, 1990, 1992
- Vainqueur de la Coupe d'URSS (3) : 1980, 1981, 1982, 1987
- Vainqueur de la Ligue balte de handball (12) : 1993, 1994, 1995, 1996, 1997, 1998, 1999, 2000, 2001, 2013, 2014, 2015
- Vainqueur du Championnat de Biélorussie (10) : 1993, 1994, 1995, 1996, 1997, 1998, 1999, 2000, 2001, 2002
  - Deuxième (9) : 2004, 2005, 2006, 2007, 2008, 2013, 2014, 2015, 2016
- Vainqueur de la Coupe de Biélorussie (6) : 1998, 1999, 2000, 2001, 2006, 2012

### Sélections nationales
- URSS junior :
  -  Médaille d'or au Championnat du monde junior 1977
  -  Médaille d'or au Championnat du monde junior 1979 (da)
  -  Médaille d'or au Championnat du monde junior 1983 (da)
  -  Médaille d'or au Championnat du monde junior 1985 (da)
- URSS (adjoint)
  -  Vainqueur de la Supercoupe des nations en 1985 (de)
  -  Médaille d'or aux Goodwill Games de 1986
  -  Vainqueur du Championnat du monde B 1987
  -  Médaille d'argent au Championnat du monde 1990
  -  Médaille d'or aux Goodwill Games de 1990
- URSS /  Équipe unifiée
  -  Médaille d'or aux Jeux olympiques de 1992
- Biélorussie :
  - 8e place au Championnat d'Europe 1994
  - 9e place au Championnat du monde 1995
  - 15e place au Championnat d'Europe 2008